# Carl Friederichs (Politiker, 1797)
Friedrich Hermann Carl Friederichs (geboren 14. September 1797 in Harsefeld; gestorben 9. September 1862 in Delmenhorst, Großherzogtum Oldenburg) war ein deutscher Richter und Abgeordneter des Oldenburger Landtags.

## Leben
Carl Friederichs war ein Sohn des Amtsvogts Paul Bernhard Friederichs und der Agnes Koehne. Er wuchs in Osternburg auf und besuchte das Gymnasium in Oldenburg. Er studierte Jura an den Universitäten Halle und Göttingen und wurde 1822 Amtsauditor in Rastede. Ab 1829 war er Landgerichtsassessor in Delmenhorst und wurde 1856 dort zum Landgerichtsrat befördert. Friederichs war in erster Ehe mit Anna Maria Lübken (1803–1836) verheiratet, sie hatten sechs Kinder, darunter den 1831 geborenen Archäologen Karl Friederichs, und hatte in zweiter Ehe mit Christine Alfken (1805–1894) weitere fünf Kinder. Er war verschwägert mit Peter Barleben.
Friederichs war zwischen 1854 und 1857 für den Wahlkreis Delmenhorst Mitglied des 9. bis 11. Oldenburgischen Landtags.